# Anolis proboscis
Anolis proboscis (Peters & Orces, 1956) è un piccolo sauro della famiglia Dactyloidae, endemico dell'Ecuador. 

## Descrizione
È un piccolo sauro, lungo da 54 a 78 mm, caratterizzato da un marcato dimorfismo sessuale: il maschio presenta una caratteristica protuberanza in corrispondenza del naso che gli ha valso, in lingua inglese, la denominazione di "Pinocchio anole".

## Distribuzione e habitat
L'areale di questa specie è limitato al versante occidentale delle Ande nei pressi della città di Mindo, ad altitudini comprese tra i 1 200 e 1 650 m s.l.m.). Occupa una superficie di circa 33 km2 con non più di cinque località di avvistamento. L'entità della popolazione non è nota, anche se alcuni zoologi hanno osservato una relativa abbondanza di esemplari in alcuni siti.
L'habitat è quello di foresta pluviale montana tipico della regione andina nella provincia del Pichincha. 

## Conservazione
La specie fu scoperta nel 1953, nella provincia del Pichincha, ma non fu più vista dagli anni 1960 al 2005, tanto da farla considerare estinta per un lungo periodo di tempo.
Al 2011, secondo lo IUCN, il suo stato di conservazione rimane comunque problematico: la specie, infatti, è classificata in pericolo di estinzione a causa dell'areale ridotto e della distruzione dell'habitat dovute all' attività di disboscamento operata dall'uomo.